# 巴黎第五区
巴黎第五区是法国首都巴黎市的20个区之一。它是巴黎最古老的街区，包含了由古罗马人建立的拉丁区的一大部分。
五区位于塞纳河左岸。它北临塞纳河，与四区相接，西临六区，南接十三区和十四区。
根据法国领土法典，五区又名“先贤祠区”，但这个称呼在日常生活中和很少用。

## 历史

### 古罗马时期
罗马帝国吕特斯城（即今天的巴黎）的建设可以追溯到公元前1世纪。古罗马人占领了高卢人在西黛岛上建立的城市之后，在“cardo”（所有古罗马城市中都可以找到的南北走向的轴心）——即今天的圣雅克路周围，修建了纵横交错的道路网。城市中心被选定在今天圣雅克路的172号到174号之间，即圣日内维耶山的顶部。而“decumanus”轴（东西走向轴心）在巴黎并不明显。
位于今天圣米歇尔大道和圣雅克路之间的Soufflot路上的城市中央广场修建于公元1世纪。当时，这个广场的范围相当于从今天的Cujas路到马尔布朗什路。
这座古城中还有几个浴场，它们位于今天的圣米歇尔大道和圣日耳曼大道交界处以及法兰西学院旁边等几个地方。城市的东边，毕耶河绕过圣日内维耶山，在小桥处汇入塞纳河。
当时，罗马人建造的城市南起今天的圣宠谷路，东至今天的Pot-de-Fer路。

### 中世纪和近代
圣女日南斐法山（la montagne Sainte-Geneviève）的得名来自于一个传说：匈人入侵时，居住在这个丘陵上的一位来自南泰尔的年轻女孩向惊恐的人们喊话，她组织的集体祈祷最终使这座城市免遭劫掠。在山顶的Saint-étienne-du-Mont教堂中，还有圣女日南斐法的遗骸盒。在这个今天已成为亨利四世中学的修道院中曾有一群被称为génovéfain（日内维耶会修士）的僧侣，这个名称就是从这个修道院的名字来的。传说克洛维一世就葬在这个修道院中，不过事实上这里并没有发现任何皇家墓葬。
巴黎左岸在公元885年完全被日耳曼人摧毁。直到11世纪，城市才真正重建起来。12世纪，国王腓力二世的王宫围墙位于今天的Fossés-Saint-Jacques路、Estrapade路、笛卡尔路、勒莫万枢机路和Fossés-Saint-Bernard路。主要的几个宫门分别位于现在的圣米歇尔大道、圣雅克路上以及Contrescarpe广场北侧。沿着一条罗马古道的旧迹往前走，Saint-Médard市镇就座落在毕耶河岸边，这座市镇仍保留有它的教堂以及建造在一个曾经埋葬巴黎第九任主教圣Marcel的大型罗马墓地上的Saint-Marceau市郊（位于今天的Collégiale路、圣Marcel大道和Fossés-Saint-Marcel路之间）。
这座城市直到近代才进一步伸展。巴黎大学的一些学院在这个街区落成，使这个区有了“拉丁区”的名称（那时有知识的人都说拉丁语）。1257年，神父罗伯·德·索邦在这里建立了一所学院，后来被称为索邦大学。
中世纪里，喝醉的、好打架的或者穷困落魄的学生出没于这个街区，它因喧嚣而著称，名声相当坏。
如今的巴黎先贤祠是18世纪建造的圣日内维耶教堂。大革命时期这座教堂抛弃了上帝，变成了“祖国和自由的祭坛”，并更名为“先贤祠”，成了伟人遗骸的安息地。正如它三角楣上的铭文：“伟人们，祖国感谢你们”。

### 当代
法国大革命时期的许多革命组织在选择在这个街区里集会，而集会地点就成了这些组织的名字：科尔得利俱乐部（马拉所在的政治组织）就在六区的科尔得利女修院集会，而雅各宾派（罗伯斯庇尔所在的政治组织）就在原圣雅克修道院集会。
19世纪，日内维耶会修士们巨大的图书馆里丰富的藏书变成了圣日内维耶大学图书馆的家底，而修道院的建筑则成为了一所中学的校址，这就是后来的亨利四世中学。
在1968年的五月风暴中，拉丁区成了大学生们抗议示威的中心，特别是在索邦大学被封校之后。骚乱时保留下来的街垒中最有名的就是位于盖·吕萨克路的街垒。在整个70年代中，极左青年和警方在这个街区发生过数次激烈程度不同的对抗。1970年5月27日，“无产阶级左派”借着《人民的利益》总编让-皮埃尔·勒·当泰克的诉讼的机会，在这个街区组织了一次暴动。1973年6月21日，“共产主义联盟”（活动于1969年到1973年法国托洛茨基主义政治组织）对“新秩序”（活动于1969年到1973年的法国极右政治组织）在Mutualité广场组织的“反对非法移民”集会发动了攻击，造成一些警员受伤。1980年5月13日，一名自治主义者在朱西厄校区试图摆脱警察时死亡。
1977年以后，圣庇护十世会的传统派天主教徒掌管了位于Mutualité广场的Saint-Nicolas-du-Chardonnet教堂。1981年，先贤祠举行了一场官方主办的庆祝弗朗索瓦·密特朗当选法国总统的仪式。1995年11月公务员罢工期间，朱西厄校区发生了一起骚乱。1998年，高等师范学院曾经在失业者的示威运动中被占领。
今天，巴黎第五区首先是一个大学区、知识中心（有许多出版商和书店），同时也是一个重要的旅游区（在塞纳河、圣日耳曼大道、圣米歇尔大道和圣雅克路中间聚集着众多餐馆）。这里还是一个夜生活丰富的街区（穆浮达路和笛卡尔路上有许多酒吧）。

## 政治
巴黎第五区是传统意义上的保守、知识分子集中的区，但2004年地区选举和欧洲议会议员选举之后，这个区开始向左派倾斜。在2007年法国总统大选第二轮尼古拉·萨科齐与塞戈莱纳·罗亚尔的对决中，五区把50,89%的票投给了塞戈莱纳·罗亚尔，这是左派第一次在总统大选中在五区获得多数。不过，在一年以后，选民们又将票投给了右派的让·蒂贝里，这位戴高乐主义者从1968年起就一直是该选区的议员。

### 议员
1956年，这个选区的议员是“法兰西联合与博爱”的讓-馬里·勒龐（今天的极右政党“民族陣線”主席）。他在1958年又以“国家独立业者和农民中心”的成员连任。1962年他被“为了新共和国的联盟”的René Capitant取代。
从1968年之后，巴黎第十选区（包含巴黎第五区，从1986年起又包含第六区的南部）的议员一直是让·蒂贝里（他先是“共和国民主人士联盟”的成员，1977年起是“为了共和国的联合”的成员，2002年起是“人民运动联盟”的成员）。

#### 巴黎地方参议院议员
第五区在巴黎地方参议院有4名议员。从2008年3月起，这四人是：
- 右派：让·蒂贝里、Chantal Bach和Christian Saint-Étienne
- 左派：Lyne Cohen-Solal

### 区长
第五区在1977年、1983年和1989年都是希拉克参加市长选举的选区。
让·蒂贝里从1983年起任五区的区长，除了1995年到2001年他任巴黎市长期间（这期间五区区长由Jean-Charles Bardon担任）。让·蒂贝里在2001年3月和2008年3月的选举中成功连任，成为了首都巴黎任期最长的区长。

### 行政分区
- 圣维克多区
- 植物园区
- 圣宠谷区
- 索邦区

## 人口

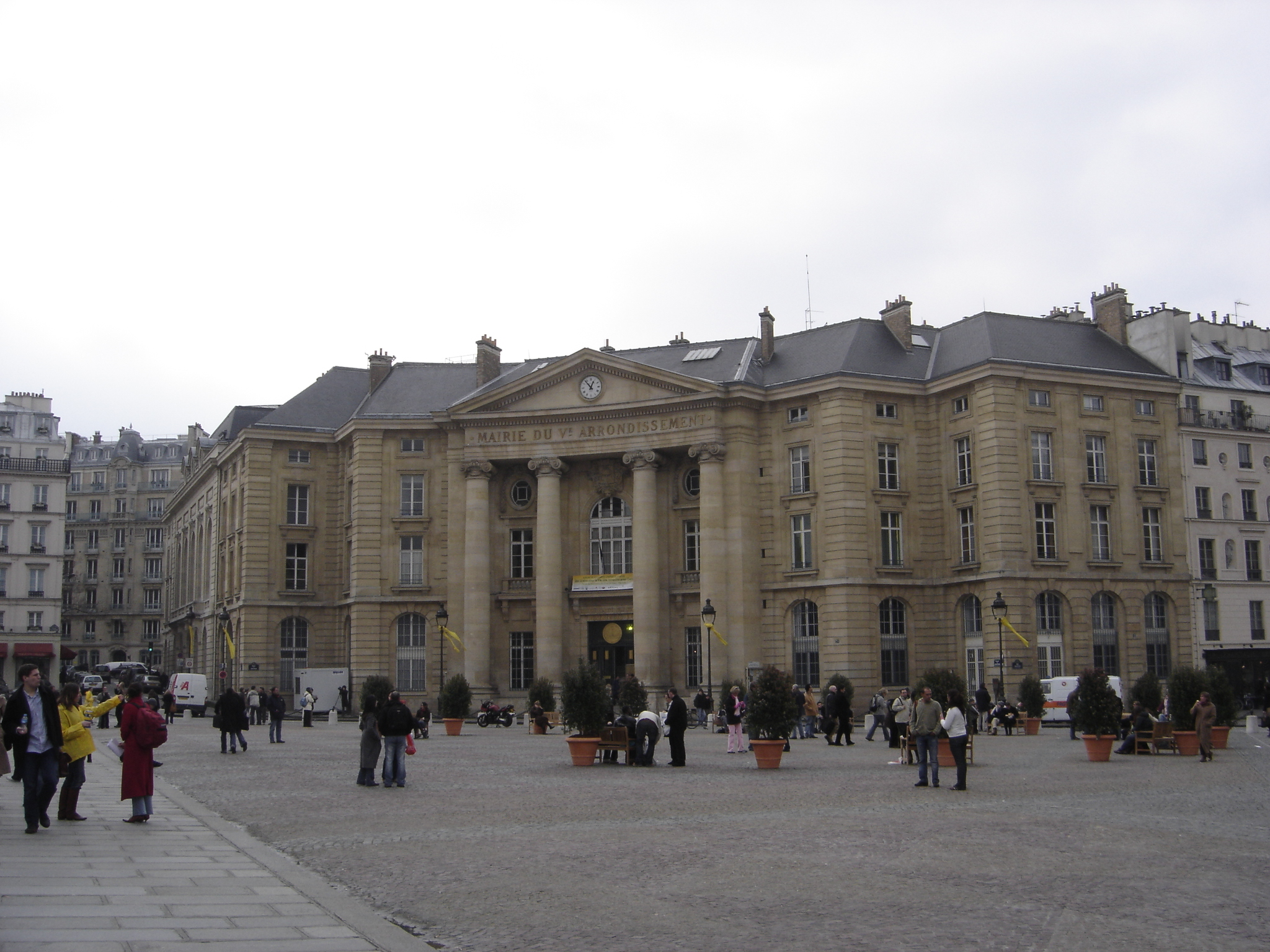
第五区区政府

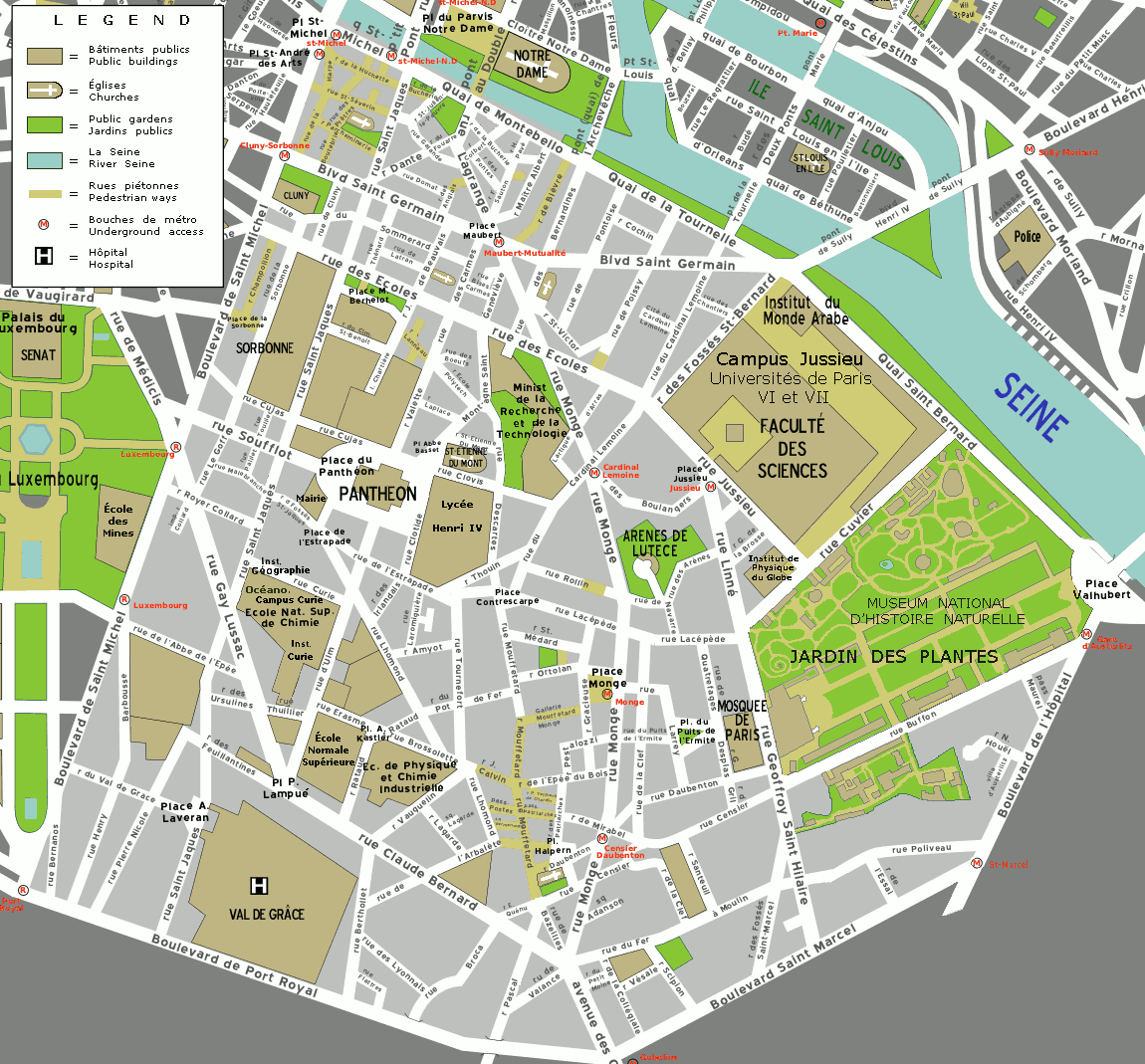
巴黎第五区地图

2006年，面积254公顷的五区人口为61 475人，平均人口密度为24 203 人/平方公里。
| 年份                | 人口总量 | 人口密度 （人/平方公里） |
| ------------------- | -------- | ------------------------ |
| 1872年              | 96 689   | 38 067                   |
| 1911年 （人口峰值） | 121 378  | 47 768                   |
| 1936年              | 107 120  | 42 173                   |
| 1954年              | 106 443  | 41 907                   |
| 1962年              | 96 031   | 37 793                   |
| 1968年              | 83 721   | 32 948                   |
| 1975年              | 67 668   | 26 630                   |
| 1982年              | 62 173   | 24 468                   |
| 1990年              | 61 222   | 24 094                   |
| 1999年              | 58 849   | 23 160                   |
| 2006年              | 61 475   | 24 203                   |

## 建筑、景观

### 文化教育机构
- 圣热内维埃弗图书馆
- 朱西厄校区 (巴黎六大、巴黎七大和巴黎地球物理学院)
- 法兰西学院
- 贝尔纳丹学校
- 圣巴伯学校
- 国立宪章学院 (ENC)
- 高等师范学院
- 巴黎综合理工大学（为该校旧址，部分被法国高等教育和科研部占用，该校主校区移到了Palaiseau）
- 国立高等装饰艺术大学（ENSAD）
- 国立巴黎高等化学大学 (ENSCP)
- 国立巴黎高等物理化工大学 (ESPCI)
- 生命与环境工业科学学院的一个分院
- 国立青年聋人学校
- 亨利四世中学
- 路易大帝中学
- 高等教育和科研部 （位于原巴黎综合理工大学的建筑中）
- 巴黎唱诗学校
- 巴黎第一大学（先贤祠-索邦大学）
- 巴黎第二大学（先贤祠-阿萨斯大学）
- 巴黎第三大学（新索邦大学）
- 巴黎第四大学（索邦大学）
- 巴黎第五大学（笛卡尔大学）

### 主要名胜
宗教建筑：
- 圣斯德望堂
- 圣塞味利教堂

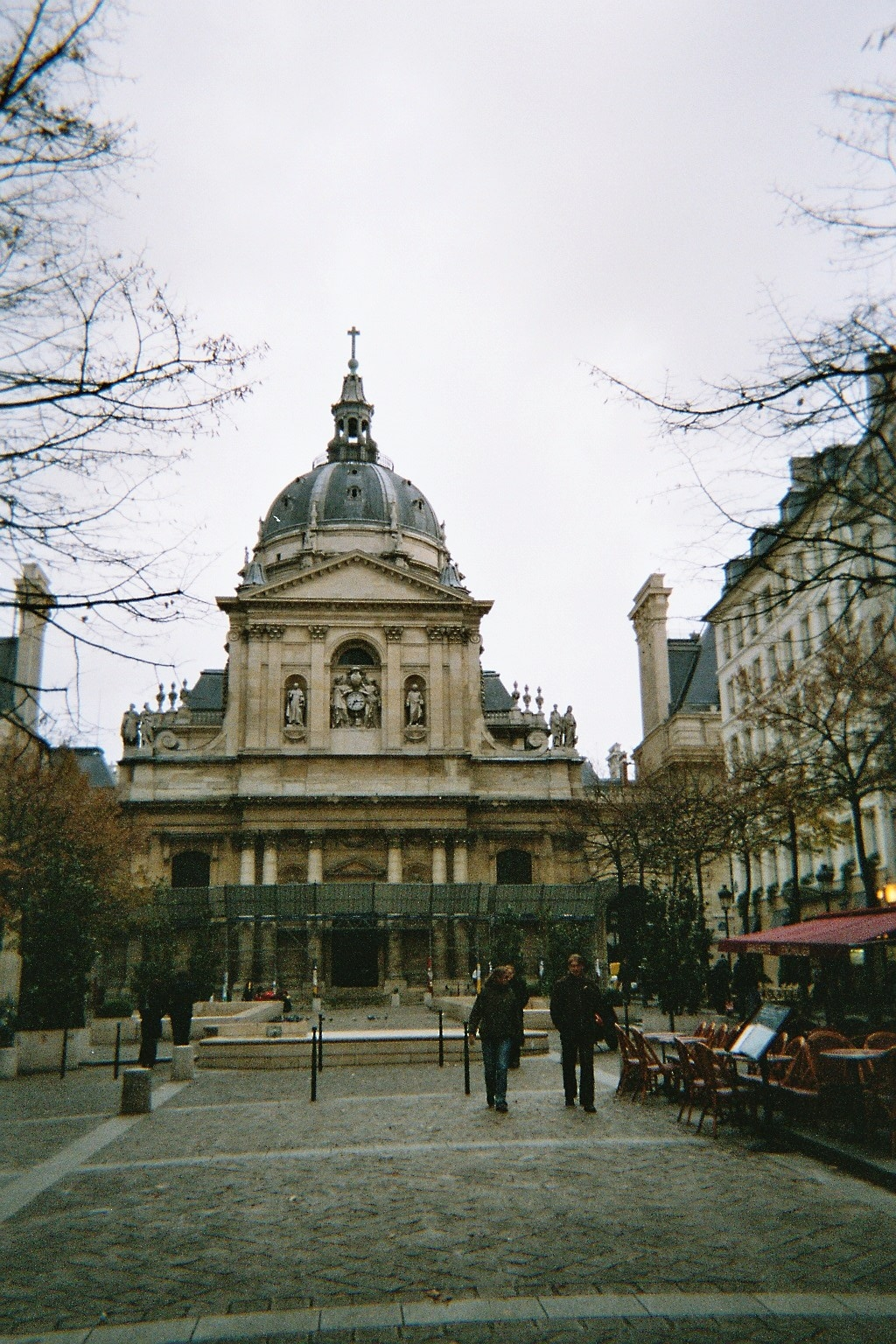
索邦大学

- 圣雅各伯堂（Saint-Jacques-du-Haut-Pas）
- 圣美大尔都堂（Église Saint-Médard）
- 穷人圣朱利安教堂
- 圣尼各老堂（Saint-Nicolas-du-Chardonnet）
- 圣宠谷教堂
- 圣厄弗冷堂（Saint-Ephrem ）
- 路德宗圣玛策禄堂（Église évangélique Saint-Marcel）
- 巴黎大清真寺

城市建筑：
- 先贤祠
- 吕特斯竞技场
- 圣宠谷医院
- Miramion公馆
- 吕特斯浴场
- Scipion 公馆

博物馆、文化建筑：
- 国立中世纪博物馆
- 巴黎爱尔兰文化中心
- 生物进化展
- 阿拉伯世界研究中心
- 巴黎公共卫生救助、医疗博物馆
- Huchette剧院

公园、花园
- 巴黎植物园
- 吕特斯竞技场和René-Capitan广场
- Tino-Rossi广场以及广场上的露天雕塑博物馆
- Scipion广场
- 保罗·朗之万广场（Square Paul-Langevin）
- 勒内·维维亚尼广场（Square René-Viviani）
- Square Théodore-Monod
- 正方形花园（Jardin Carré）

## 交通

### 主要道路
- 先贤祠广场
- 圣日尔曼大道
- 圣米歇尔大道
- 圣雅克路